# Xian de Qilian
Le xian de Qilian (祁连县 ; pinyin : Qílián Xiàn) est un district administratif de la province du Qinghai en Chine. Il est placé sous la juridiction de la préfecture autonome tibétaine de Haibei.

## Démographie
La population du district était de 44 038 habitants en 1999.
La ville de Babao comptait 21 076 habitants en 2000.